# Silvan Dillier
Silvan Dillier (ur. 3 sierpnia 1990 w Baden) – szwajcarski kolarz szosowy, zawodnik profesjonalnej grupy Ag2r-La Mondiale.

## Najważniejsze osiągnięcia
2006
- 1. miejsce na Mistrzostwach Szwajcarii w Kolarstwie Szosowym Nowicjuszy

2007
- 1. miejsce na 4. etapie Course de la Paix
- 1. miejsce na 3. etapie Kroz Istru
- 2. miejsce na Mistrzostwach Szwajcarii Juniorów (jazda ind. na czas)
- 2. miejsce w Tour du Pays de Vaud

2008
- 1. miejsce na Mistrzostwach Szwajcarii Juniorów (jazda ind. na czas)

2009
- 1. miejsce na Mistrzostwach Szwajcarii w Kolarstwie Szosowym U-23

2010
- 1. miejsce na Mistrzostwach Szwajcarii U-23 (jazda ind. na czas)
- 8. miejsce w Tour du Loir-et-Cher

2011
- 1. miejsce na Mistrzostwach Szwajcarii U-23 (jazda ind. na czas)
- 2. miejsce na Mistrzostwach Szwajcarii w Kolarstwie Szosowym U-23

2012
- 1. miejsce na Mistrzostwach Szwajcarii U-23 (jazda ind. na czas)
- 1. miejsce na 1. etapie Tour de l’Avenir
- 2. miejsce na Mistrzostwach Szwajcarii w Kolarstwie Szosowym U-23
- 8. miejsce w Tour de Gironde

2013
- 1. miejsce w Tour de Normandie
- 1. miejsce w Flèche ardennaise
- 1. miejsce na 2. etapie Tour of Alberta
- 2. miejsce w Grand Prix des Marbriers
- 9. miejsce w Internationale Wielertrofee Jong Maar Moedig

2014
- 1. miejsce w mistrzostwach świata (jazda druż. na czas)
- 2. miejsce w Grand Prix of Aargau Canton
- 3. miejsce na Mistrzostwach Szwajcarii (jazda ind. na czas)
- 3. miejsce w Tour de Wallonie
  -  zwycięzca klasyfikacji młodzieżowej
- 6. miejsce w Driedaagse van West-Vlaanderen
- 9. miejsce w Vattenfall Cyclassics

2015
- 1. miejsce w mistrzostwach świata (jazda druż. na czas)
- 1. miejsce na Mistrzostwach Szwajcarii (jazda ind. na czas)
- 2. miejsce w Arctic Race of Norway
  -  zwycięzca klasyfikacji młodzieżowej
  - 1. miejsce na 4. etapie

2016
- 4. miejsce w Dubai Tour

2017
- 1. miejsce na 6. etapie Giro d’Italia
- 1. miejsce w Route du Sud
- 1. miejsce w mistrzostwach Szwajcarii (start wspólny)
- 2. miejsce w mistrzostwach świata (jazda druż. na czas)

2018
- 2. miejsce w Paryż-Roubaix

2021
- 1. miejsce w mistrzostwach Szwajcarii (start wspólny)